# Barleria mackenii
Barleria mackenii är en akantusväxtart som beskrevs av Joseph Dalton Hooker. Barleria mackenii ingår i släktet Barleria och familjen akantusväxter. Inga underarter finns listade i Catalogue of Life.